# Rakitna, Blagoevgrad
Rakitna (în bulgară Ракитна) este un sat în partea de sud-vest a Bulgariei, în Regiunea Blagoevgrad. Aparține administrativ de comuna Simitli.  La recensământul din 2001 avea o populație de 151 locuitori.

## Demografie
Componența etnică a satului Rakitna
     Bulgari (93,28%)
     Nicio identificare (1,49%)
     Altele (5,22%)
La recensământul din 2011, populația satului Rakitna era de 134 locuitori. Din punct de vedere etnic, majoritatea locuitorilor (93,28%) erau bulgari. Pentru 1,49% din locuitori nu este cunoscută apartenența etnică.